# Среднеговейный
Среднегове́йный — хутор в Каменском районе Ростовской области.
Входит в состав Богдановского сельского поселения. 

## Население
| 2010 |
| ---- |
| 64   |

## Улицы
- ул. Заречная,
- ул. Колхозная,
- ул. Степная.

## Известные уроженцы
- Косоногов, Лев Васильевич (1904—1943) — советский военачальник, генерал-майор, Герой Советского Союза.